# Bizantska književnost
Bizantska književnost u širem smislu obuhvaća cijeli niz tekstova napisanih tijekom postojanja Bizantskog Carstva. Korpus bizantskih tekstova iznimno je opsežan i ne postoji uobičajena klasifikacija. 
Tradicionalno se izdvaja svjetovna visoka, svjetovna pučka i duhovna književnost, ali takva podjela, miješanje stilskih i sadržajnih aspekata, otežava njezino korištenje u praksi. Podjela koju je predložio američki bizantinist Igor Ševčenko prema stilskim značajkama (visoka, srednja i niska književnost) također ne uzima u obzir sve nijanse djela. U lingvističkom smislu bizantska književnost uključuje tekstove napisane na srednjovjekovnom grčkom jeziku bez obzira na mjesto nastanka. Kronološki okvir postavljen je od početka 4. stoljeća – sredine 6. stoljeća do sredine 15. stoljeća. U estetskom smislu, bizantska književnost slijedila je opće tokove bizantske kulture čija se vrijednost, općenito gledano, dugo vremena držala znatno nižom od prethodne antičke.
U odnosu na antičku književnost žanrovska je struktura doživjela promjenu. Dramski žanr i poeziju, kritizirane zbog nemoralnosti, zamijenila je liturgijska književnost i duhovni hvalospjevi; svjetovna poezija postojala je uglavnom u obliku epigrama. Propovijedi, hagiografska literatura, gnomi i poticaji smatrani su oblicima prikladnima za izražavanje moralnih vrijednosti. Problematika međuljudskih odnosa u literaturi bila je dosta slabo pokrivena, a epistolografija uglavnom je svedena na standardne formulacije i situacije. Historiografija je, s druge strane, doživjela procvat.